# Leichtestes supersymmetrisches Teilchen
Das leichteste supersymmetrische Teilchen (englisch lightest supersymmetric particle, abgekürzt LSP) ist das hypothetische leichteste Elementarteilchen in der Supersymmetrie.

## Eigenschaften
Das LSP besitzt die für supersymmetrische Teilchen charakteristische R-Parität {\displaystyle P_{R}=-1}. In Modelltheorien, in denen die R-Parität bei Wechselwirkungsprozessen erhalten bleibt, hat es daher folgende Eigenschaften:
- Dieses Teilchen muss absolut stabil sein. Der Grund ist, dass es kein leichteres supersymmetrisches Teilchen gibt, in das es zerfallen könnte, und wegen der R-Paritätserhaltung ein Zerfall nur in gewöhnliche Materie (mit R-Parität +1) ausgeschlossen ist.
- Jedes andere supersymmetrische Teilchen muss früher oder später in eine ungerade Anzahl von LSP zerfallen,
- In Teilchenbeschleunigern wird man (wenn überhaupt) nur eine gerade Anzahl erzeugen können.

## WIMP-Kandidat
Das LSP ist ein viel diskutierter Kandidat für ein die Dunkle Materie bildendes WIMP (schwach wechselwirkendes massives Teilchen).
Es gilt als unwahrscheinlich, dass das LSP an der elektromagnetischen oder der starken Wechselwirkung (als Träger von Farbladung) teilnimmt. Ansonsten wäre es während der Materie-Entstehung im frühen Universum mit der gewöhnlichen Materie kondensiert und wegen seiner großen Masse schon entdeckt worden.
Beispielsweise existieren enge experimentelle Grenzen für die Häufigkeit schwerer Isotope. Norman und Koautoren (1987) geben eine obere Grenze der Häufigkeit solcher negativ geladener „superschwerer“ Isotope von 1,2 · 10−12 pro Nukleon an. Für die relative Häufigkeit der LSPs im Vergleich zur Häufigkeit des Protons ergibt sich nach Ellis und Flores (1988) für den Massenbereich der LSPs von 1 bis 107 GeV/c² ein oberer Grenzwert von 10−15 bis 10−30. Bei Teilnahme an der starken Wechselwirkung würde man aber Werte von 10−10 und bei Teilnahme an der elektromagnetischen Wechselwirkung von 10−6 erwarten.
Als WIMP-Kandidaten bleiben die folgenden hypothetischen supersymmetrischen Teilchen:

### Sneutrino
Das Sneutrino des gewöhnlichen MSSM ist der Superpartner des (normalen, linkshändigen) Neutrinos. Es scheidet nach bisherigen Experimenten aus (Z-Boson-Zerfallsbreite am LEP).
In Form des sterilen Sneutrinos (Superpartner des sterilen oder rechtshändigen Neutrinos) wird es in einigen erweiterten Modellen aber noch als Möglichkeit diskutiert.

### Gravitino und NSP
Gravitinos als LSP führen zu kosmologischen Problemen: ihre Wechselwirkung mit gewöhnlicher Materie ist zu schwach, um für die beobachtete, im frühen Universum durch die Umwandlung von thermischer Energie in Masse erzeugte Dunkle Materie in Frage zu kommen.
Es wäre aber möglich, dass Gravitinos das letzte Zerfallsprodukt von damals erzeugten anderen supersymmetrischen Teilchen sind. Die Suche würde dann diesen ebenfalls hypothetischen NSPs bzw. NLSPs (next to lightest supersymmetric particles, zweit-leichteste supersymmetrische Teilchen) gelten.

### Neutralino
Als favorisierter Kandidat gilt zurzeit das leichteste Neutralino {\displaystyle {\tilde {N}}_{1}} (auch als {\displaystyle {\tilde {\chi }}_{1}^{0}} bezeichnet), also eine Mischung aus verschiedenen Superpartnern neutraler Eichbosonen (also Gauginos, genauer Bino und Wino0) und Superpartnern ebenfalls neutraler Higgsbosonen (also Higgsinos). Die Particle Data Group gab 2006 als experimentelle untere Grenze für die Neutralinomasse 46 GeV/c² an; zum Vergleich: die Masse des Protons beträgt 0,94 GeV/c².